# Jay Leno Show

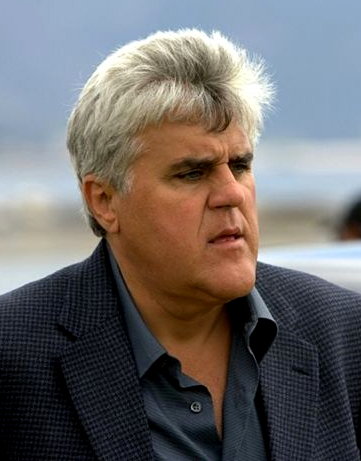
Programledaren Jay Leno

The Jay Leno Show var en amerikansk prime time-talkshow med Jay Leno som programledare som hade premiär måndagen den 14 september 2009 klockan 22.00 EST på NBC och avslutades den 9 februari 2010. Programmet var ett resultat av att Leno den 29 maj 2009 överlämnade programledarskapet för sitt tidigare program The Tonight Show till Conan O'Brien. Inspelningarna ägde rum dagligen under tidig eftermiddag i studio 11 i Burbank, Kalifornien, USA. Den nya talkshowen innehöll flera av de inslag som Leno använde sig av i Tonight Show. I Sveriges sändes programmet i Kanal 9 med en veckas fördröjning.
Programmet lades ner den 9 februari 2010 eftersom Jay Leno återvände som programledare för The Tonight Show, från den 1 mars 2010.

## Inslag
Varje program startade med en öppningsmonolog på mellan åtta och tolv minuter. I varje program medverkade enbart en gäst, i undantagsfall två, men tanken är att intervjuerna ska vara mer fördjupande än i Tonight Show. Två gånger i veckan medverkade musikartister och framförde en aktuell och populär låt. I premiärprogrammet framförde Jay-Z, Rihanna och Kanye West sin gemensamma låt och komikern Jerry Seinfeld var gäst. Inslagen Headlines och Jaywalking som började i Tonight Show fanns även med i programmet.